# Three Days Grace
Three Days Grace é uma banda canadense de rock, formada em 1992 em Norwood, originalmente como Groundswell. Groundswell tocou em vários eventos e estabelecimentos da região de Norwood antes de se separar em 1995 e se reagrupar em 1997 com seu nome atual. A formação atual consiste em Adam Gontier, Matt Walst, Brad Walst, Neil Sanderson e Barry Stock. A banda atualmente está sediada em Toronto, Ontário.
Originalmente como Groundswell, a banda tocou em várias festas locais e estabelecimentos antes de se separar em 1995 e se reagrupar em 1997 sob o nome Three Days Grace. O nome da banda é nada mais do que uma reflexão: "Se tivesses três dias de graça para mudar alguma coisa na tua vida, conseguirias fazê-lo?". Entre 2003 e 2019, Three Days Grace lançou 15 singles no topo da parada Billboard Mainstream Rock.
Em 2 de outubro de 2024, a banda confirma de  maneira oficial o retorno do vocalista original Adam Gontier após 10 anos para dividir os vocais com o atual vocalista Matt Walst.

## História

### Primeiros anos (1992-2003)

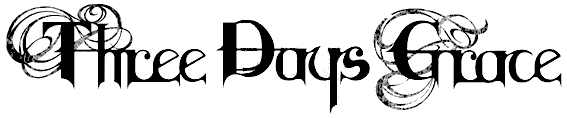
Logotipo da banda usado entre 2003 e 2012

Originalmente, a banda era um quinteto, e se chamava "Groundswell", e no início de 1997, a banda decide mudar definitivamente seu nome para "Three Days Grace". Tornando-se um quarteto, em 2003 o grupo se mudou de Norwood para Toronto a fim de encontrar um novo horizonte e novas oportunidades, que não demoram a aparecer. Lá conheceram o produtor Gavin Brown, uma figura conhecida do meio musical canadense, e que já havia produzido inúmeras bandas, tais como os The Midway State, Billy Talent, Cancer Bats, The Reason, The Tea Party, Out of Your Mouth, e o já conhecido no Brasil, Danko Jones Radiatuz.

### Three Days Grace(2003-2006)
O álbum autointitulado, Three Days Grace, foi lançado em 2003, e alcançou rapidamente o nono lugar nas paradas de álbuns do Canadá e o número 69 na Billboard 200, e foi certificado de platina nos EUA pela RIAA em dezembro de 2004, e de platina dupla no Canadá pela CRIA.
A banda mostrou força e energia em seu primeiro disco, e a simplicidade da sua música é sua melhor qualidade. Os arranjos do álbum são pesados, duros, mas ao mesmo tempo melódicos, um metal alternativo requintado, às vezes com letras mais maduras, na linha de bandas como Helmet ou os seus contemporâneos como a banda Chevelle, e enquanto a produção recria propositalmente a quintessência do nu metal, soando vezes como o Korn, ou como a atmosfera do Linkin Park.
Logo após o lançamento do álbum, a banda recrutou o guitarrista Barry Stock, inicialmente apenas para apresentações ao vivo, e posteriormente como membro definitivo. "I Hate Everything About You", atingiu o número um no Canadá e no top dez nos Estados Unidos. O segundo single "Just Like You", deu ao grupo o segundo lugar nas paradas musicais no Canadá. Seu terceiro single "Home" também conseguiu o segundo lugar no US Modern Rock, entretanto não atingiu o mesmo sucesso de seus antecessores. Um quarto single "Wake Up", foi apenas lançado no Canadá, que também foi bem sucedido no Canadian Rock Chart.
Gavin Brown ganhou o Juno Award em 2004 pela sua produção no álbum e seu trabalho no Try Honesty pela banda Billy Talent. O Three Days Grace foi nomeado para o melhor Melhor Artista/Banda Iniciante, mas perdeu para Billy Talent. Em 2004 eles fizeram uma participação no filme Na Trilha da Fama protagonizado por Hilary Duff, eles tocaram as músicas "Are You Ready" e "Home".

### One-XeLive at the Palace(2006-2008)
O álbum anterior, Three Days Grace, se tornou um sucesso comercial após o lançamento de seu primeiro single, "I Hate Everything About You", seguido por mais dois singles, "Just Like You" e "Home". Depois disso, o vocalista Adam Gontier desenvolveu um vício em Oxicodona, um medicamento prescrito. Depois de terminar a turnê de seu primeiro álbum, a banda sabia que não poderia continuar com a condição em que ele estava, então em 2005, com o apoio de sua família, amigos e membros da banda, Gontier foi para uma clínica de reabilitação em Toronto. Boa parte do novo álbum foi produzido enquanto Gontier estava em tratamento, o que o inspirou na produção das letras. A banda foi divida e a gravação dos instrumentais não contaram com a presença do vocalista.
O novo álbum da banda intitulado One-X, foi lançado em 13 de junho de 2006, e marcou a estréia do guitarrista Barry Stock com a banda. O álbum alcançou o número dois nas paradas de álbuns do Canadá, e número cinco na Billboard 200. 78,000 cópias foram vendidas nos EUA apenas na primeira semana após o lançamento. O primeiro single deles, "Animal I Have Become", foi um grande sucesso, tornando-se em 2006 uma das músicas mais ouvidas de rock do Canadá, o que contribuiu para o momento da banda nos Estados Unidos e no Canadá. Por outro lado, Gontier também se apresentou com a banda como solista em vários centros de reabilitação, como forma de agradecer às pessoas que o ajudaram a superar seu vício e, ao mesmo tempo, como inspiração para quem tem problemas de vício. Durante esses shows nesses centros, as músicas mais notáveis foram "Animal I Have Become", "Pain" e "Never Too Late", para incentivar e motivar as pessoas em tratamento a superar seus vícios. A maioria de seus shows solo era acústica, que Gontier chamou de turnê Three Days to Change, One-X. Em novembro de 2006, Gontier realizou um show especial no CAMH (Centro de Dependência e Saúde Mental em Inglês), onde Gontier se reabilitou. O público tinha mais de 250 pessoas, incluindo pacientes, vencedores de concursos de rádio, familiares e amigos ao lado da gravadora da banda.
Em agosto de 2008 a banda lançou o DVD Live at the Palace, com um show gravado em Detroit, Michigan e incluindo um pequeno documentário dos bastidores desse show. O show contém 13 músicas, incluindo um cover de "Rooster" do Alice in Chains, tocado no violão por Adam. O DVD ficou durante alguns meses nos EUA sendo vendido exclusivamente pela rede de lojas Best Buy, sendo em dezembro liberado para outras lojas do país.

### Life Starts Now(2009-2011)
A banda anunciou em seu site oficial seu terceiro álbum de estúdio, Life Starts Now, que foi lançado no dia 22 de setembro de 2009. O álbum estreou em terceiro lugar na Billboard 200, a posição mais alta da banda até hoje, e vendeu 79.000 cópias em sua primeira semana. O primeiro single "Break" ficou em 14º lugar na hot mainstream rock tracks e ficou no 26º no Canadá. O segundo single "The Good Life" foi lançado dia 9 de fevereiro de 2010 e conseguiu chegar no 3º lugar na hot mainstream rock tracks e 77º lugar no Canadá.

### Transit of Venuse a saída do vocalista Adam Gontier (2012-2013)

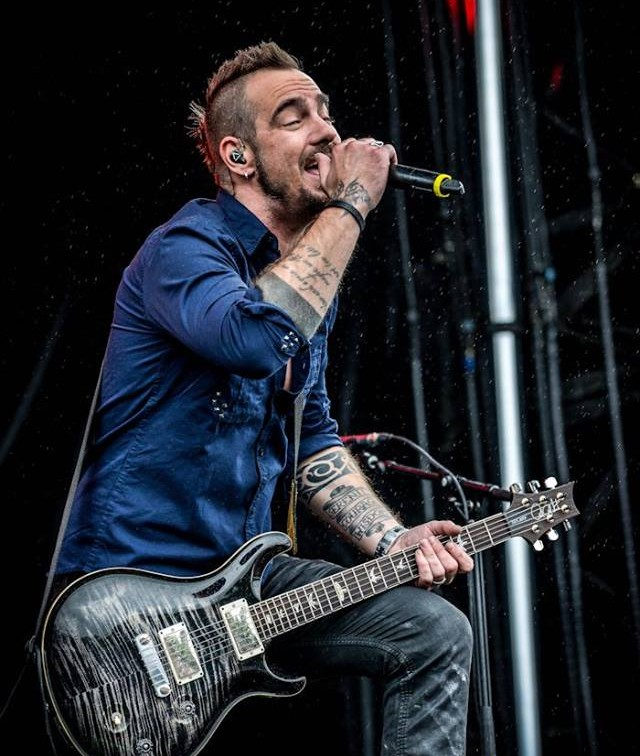
O vocalista original Adam Gontier deixou a banda em 2013.

Em 5 de junho de 2012 às 9:00 GMT, no mesmo dia em que Vênus se tornou visível enquanto transitava pelo sol, o Three Days Grace anunciou seu quarto álbum de estúdio, Transit of Venus, que foi lançado em 2 de outubro de 2012. A banda criou um vídeo promocional, publicado em seu site, que incluía clipes deles no estúdio, além de imagens do trânsito de Venus. Devido a este evento, para o álbum a banda criou o slogan: "Há coisas que nunca mais acontecerão em sua vida", refletindo tanto o raro evento do planeta Vênus cruzando o sol quanto o clima que a letra e a música provavelmente assumiriam. Em seu site oficial, eles anunciaram o primeiro single do álbum, "Chalk Outline", que foi lançado em 14 de agosto.
Em 9 de janeiro de 2013, Adam Gontier mandou uma carta para os outros membros do Three Days Grace dizendo que se demitia da banda por problemas de saúde. Logo depois, ele mandou outra carta explicando que estava simplesmente pronto para começar um novo capítulo em sua vida, afirmando: "Depois de vinte anos fazendo parte de uma banda em constante evolução, fui inspirado pela vida, para seguir em frente e continuar evoluindo de acordo com meus próprios termos". Desde sua saída da banda, Gontier iniciou uma carreira solo com uma turnê chamada Adam Gontier Solo Tour. Atualmente, ele está em sua nova banda chamada Saint Asonia.
Em 1 de fevereiro de 2013, a banda iniciou uma nova turnê com as bandas Shinedown e P.O.D., e com o vocalista temporário Matt Walst, irmão do baixista da banda Brad Walst, o tecladista e vocalista de apoio da banda desde 2012, Dani Rosenoer, também se juntou à banda para a turnê. Durante a turnê, Matt estava substituindo Gontier e não era um membro oficial do Three Days Grace, até que uma mensagem no site oficial da banda em 28 de março de 2014 confirmou Matt Walst como novo vocalista da banda.

### Human(2015-2017)

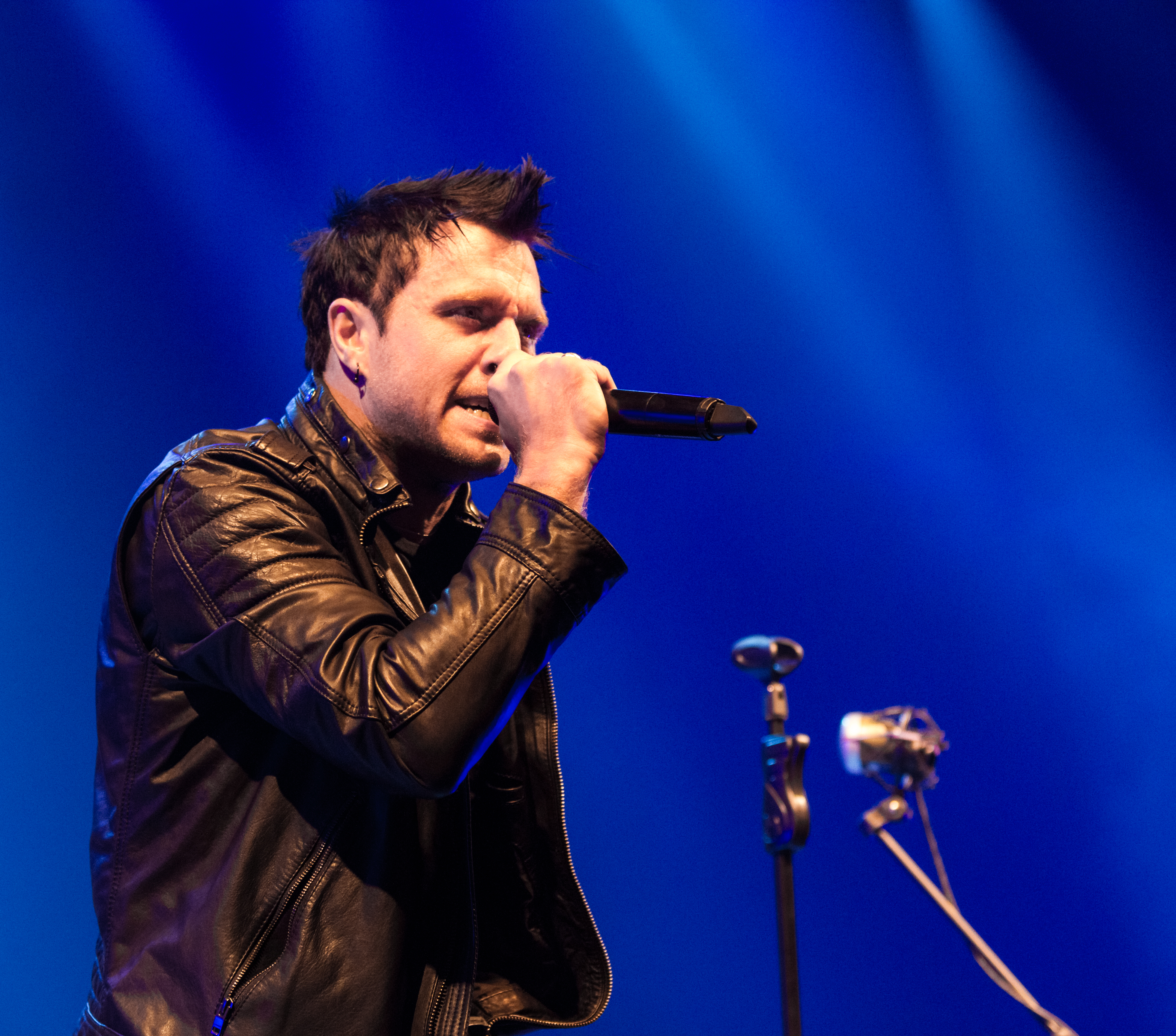
Matt Walst, ex-My Darkest Days, assumiu os vocais da banda após a saída de Adam Gontier em 2013.

No dia 26 de janeiro de 2015, a banda anunciou, via Facebook, o título do seu quinto álbum, Human. O disco já emplacou 2 singles na primeira posição do "Active Rock", com "I Am Machine" and "Painkiller". "I Am Machine" é o seu 13º single em primeiro lugar no "Active Rock", superando o recorde anterior da banda. Em 23 de março de 2015, "Human Race" foi lançado como o terceiro single. Human foi lançado em 31 de março. No início de 2015, a banda fez uma turnê pela Europa, seguida de uma turnê predominante nos Estados Unidos e depois no Canadá, a partir de novembro de 2015. Halestorm se juntou a turnê na maioria das datas do Canadá. A banda fez uma turnê pela Europa e Rússia no início de 2016. Em 18 de novembro de 2016, o Three Days Grace lançou um cover da música do Phantogram "You Don't Get Me High Anymore".
Trabalharam novamente com o produtor Gavin Brown, responsável pelo autointitulado Three Days Grace de 2003. "Nesse novo disco voltamos às nossas raízes e recapturamos aquele sentimento colaborativo de estar em uma banda e trazer as nossa melhores ideias para ela," diz o membro da banda Neil Sanderson. "Gavin foi muito importante para nós no começo e sentimos que estamos de volta àqueles dias de companheirismo e diversão."

### Outsider(2017-2020)
A banda começou a gravar seu sexto álbum de estúdio, Outsider, em julho de 2017, lançando "The Mountain" como o primeiro single em 25 de janeiro de 2018 com um videoclipe. A música alcançou o primeiro lugar na parada da Billboard Mainstream Rock em março de 2018 e tornou-se a 13ª colocada na parada enquanto amarrava o disco com Van Halen.  O álbum foi lançado em 9 de março de 2018. Em 12 de junho, "Infra-Red" foi lançado como o segundo single da banda do álbum. "Infra-Red" alcançou o 1º lugar no ranking Mainstream Rock Songs da Billboard e é seu 14º single. Com essa conquista mais recente, a banda quebrou o recorde de duas décadas de Van Halen no topo da parada. On November 13, 2018 "Right Left Wrong" was released as the band's third single from the album. It peaked at No. 1 on the Billboard's Mainstream Rock Songs chart and it is their 15th No. 1 single. Em 13 de novembro de 2018, "Right Left Wrong" foi lançado como o terceiro single da banda do álbum. Ele alcançou o primeiro lugar no ranking Mainstream Rock Songs da Billboard e é o seu 15º single número um. Em 14 de março de 2019, a banda ganhou o Artista de Rock do Ano no iHeartRadio Music Awards de 2019.

### Explosions(2021-presente)
Em 1º de Março de 2021 a banda confirmou em sua conta do Instagram que estava em estúdio trabalhando nas gravações do sétimo album.
Em 29 de Novembro de 2021, a banda lançou um novo single chamado So Called Life que se tornou o primeiro single do sétimo álbum de estúdio que se chamaria Explosions, que seria lançado em 6 de Maio de 2022.
Três meses depois, em 17 de Fevereiro de 2022, a banda lançou "Neurotic" como single promocional, em parceria com Lukas Rossi. Along with the song releasing, the band released a lyric video of the new track. Em 11 de Abril de 2022, a banda lançou o single Lifetime como o segundo single do álbum para as rádios. A música foi dedicada às pessoas de Mayfield(Kentucky) depois desta ser atingida por um tornado de alta magnitude em dezembro de 2021

## Estilo musical
Suas músicas são descritas como post-grunge hard rock, metal alternativo, rock alternativo e nu metal. O álbum de estreia, auto-intitulado (Three Days Grace, de 2003) trouxe uma mistura de metal alternativo com post-grunge. Já no segundo álbum, One X, a banda colocou mais solos de guitarra e melodia. O quarto álbum, Transit of Venus, tem influência de música eletrônica.

## Legado
A banda tem um recorde de 16 músicas com posição número 1 no Billboard Mainstream Rock Chart. A Loudwire nomeou "Animal I Have Become" para a 45ª posição no "Top 21st Century Hard Rock Songs" (Top Músicas de Hard Rock do Século 21) em 2012. A música "Never too Late" também foi listada como uma das "66 Best Hard Rock Songs of the 21st Century" (66 melhores músicas de Hard Rock do Século 21), em 2020. A música "I Hate Everything About You" foi ranqueada com a 9ª posição no "Billboard Decade-End Alternative Songs chart" (Parada da Billboard de músicas alternativas do final da década), em 2009. O vocalista Adam Gontier foi considerado ter "um estilo vocal apaixonado, voz naturalmente rouca e um lirismo repleto de angústia e tormento", tornando-o um cantor único que muitos adolescentes e adultos que vivem com dificuldades se identificam.

## Integrantes
- Matt Walst – vocal (2013–presente); guitarra base (2017-presente)
- Barry Stock – guitarra solo (2003–presente); guitarra base (2013-2017)
- Neil Sanderson – bateria, vocal de apoio (1992–1995; 1997–presente);  piano (2009-presente)
- Brad Walst – baixo (1992–1995; 1997–presente); vocal de apoio (1997-presente)
- Adam Gontier - vocal (1992-2013); 2024-presente

### Ex-integrantes
- Joe Grant – guitarra base(1992–1995)
- Phil Crowe – guitarra solo (1992–1995)

## Discografia
Álbuns de estúdio
como Groundswell
- 1995 - Wave of Popular Feeling

como Three Days Grace
- 2003 - Three Days Grace
- 2006 - One-X
- 2009 - Life Starts Now
- 2012 - Transit of Venus
- 2015 - Human
- 2018 - Outsider
- 2022 - Explosions[57]

### Oficiais
- Página oficial Three Days Grace (em inglês)
- Página Canadense Three Days Grace (em inglês)
- MySpace da banda (em inglês)
- Site do Fã-Clube Brasileiro (em português)
- Twitter do Fã-Clube Brasileiro (em português)
- Facebook do Fã-Clube Brasileiro (em português)